# Starrkirch-Wil
Starrkirch-Wil is een gemeente en plaats in het Zwitserse kanton Solothurn en maakt deel uit van het district Olten.

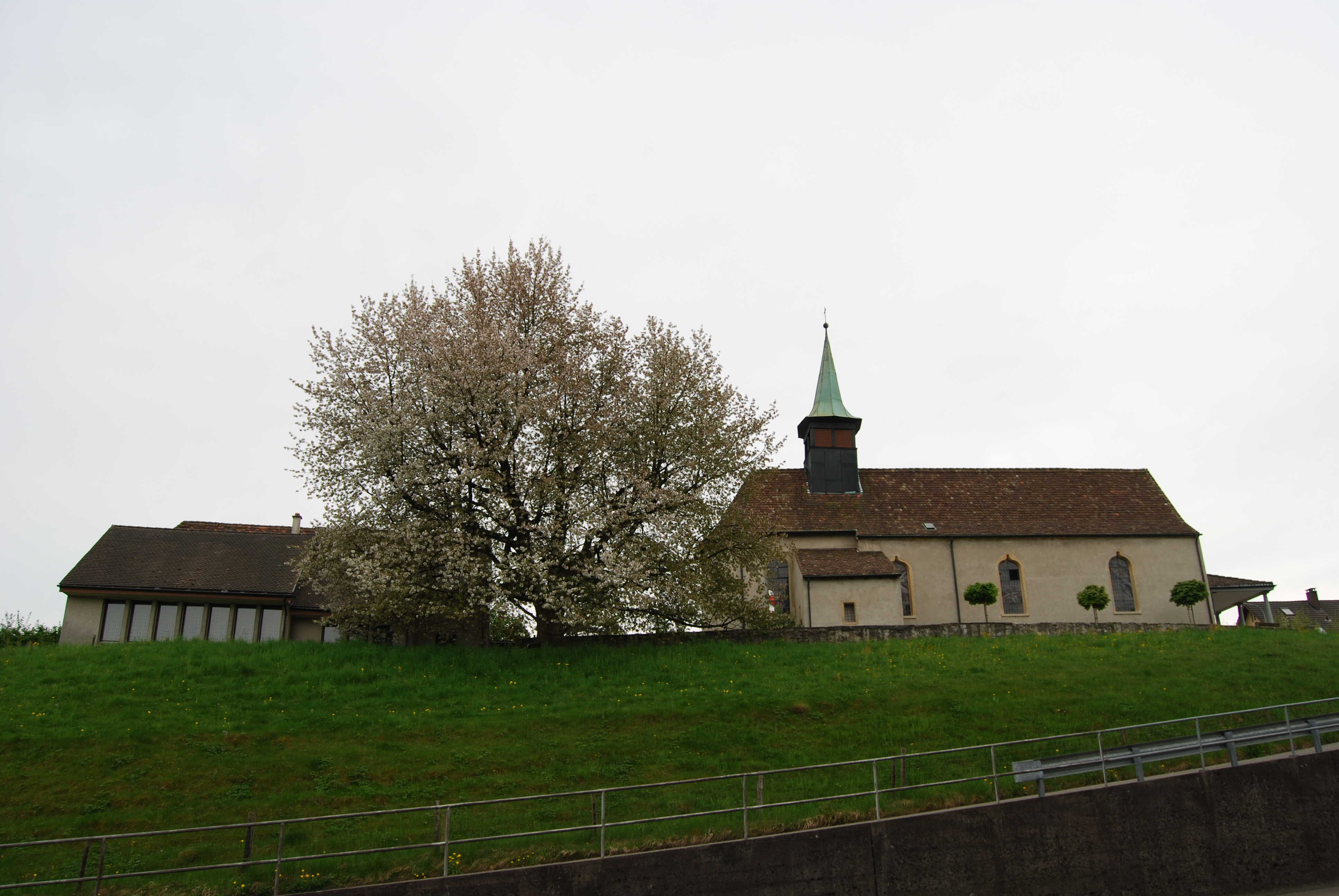
Starrkirch-Wil

Starrkirch-Wil telt 1408 inwoners.